# Elena Vecino Cordero
Elena Vecino Cordero (Zamora, 1963) es una investigadora española, catedrática de Biología Molecular e Histología y una  experta en neuroftalmología , destacando sus trabajos sobre el glaucoma, la lágrima y la retinosis pigmentaria. Es, además, licenciada en Bellas Artes, una faceta artística que ha puesto al servicio de la divulgación científica produciendo exposiciones en museos y espacios culturales diversos tanto nacionales como internacionales.

## Biografía
Elena Vecino Cordero nació en Zamora en 1963. Como ella misma explica, fue una niña inquieta y curiosa, interesada por todo cuanto le rodeaba. Desde muy pequeña mostró pasión por los documentales de naturaleza, en donde encontró sus primeros referentes científicos, entre los que destaca el oceanógrafo francés Jacques Cousteau y el naturalista español Félix Rodríguez de la Fuente. Si bien, lo que finalmente la terminó deslumbrando fue el neurocientífico Santiago Ramón y Cajal, al que no duda en señalar como su ídolo. Estos estímulos, junto con el microscopio que le trajeron los Reyes Magos siendo muy niña, fue lo que finalmente acabó decantando su inclinación científica.

### Formación y trayectoria académica e investigadora
En 1980, y antes de cumplir los 18 años, guiada por sus intereses científicos, Vecino ingresó en el laboratorio de citología de la Universidad de Salamanca, lo que le facilitó entrar muy pronto en contacto y colaborar con investigaciones que se realizaban en distintas partes del mundo. Poco después empezó a estudiar la carrera de biología en la Universidad de Salamanca, donde se licenció en 1986 y obtuvo el doctorado tres años más tarde, en 1989. Paralelamente a todo ello, asistió a clases de modelado en barro en la Escuela de Artes y Oficios también de Salamanca, lo que le llevó a emplear como soporte didáctico modelos en barro del cerebro para la defensa de su tesina en biología, siendo este uno de los primeros indicios de lo que ha sido una constante en su carrera: su interés por compaginar el arte, la ciencia y la educación.   
Entre los años 1990 y 1992, Elena Vecino obtuvo un postdoctorado y en 1996 un segundo Doctorado en Ciencias de la Visión, ambos en la Universidad de Lund. En 1995 se produjo uno de los grandes hitos de su carrera investigadora al ser nombrada Directora del grupo de Investigación en Neuro-Oftalmo-Biología experimental, puesto que ocupa desde entonces. En este puesto ha estado al frente de importantes trabajos sobre el sistema visual con varias líneas de investigación que se han convertido en referentes en todo el mundo:
- La lágrima: manejada como fuente de información sobre nuestra salud que contribuye de manera no invasiva a diagnosticar precozmente y prevenir enfermedades.
- El glaucoma: estudio de esta patología neurodegenerativa y la primera causa de ceguera en el mundo. Sus hallazgos han permitido establecer los pasos previos al ensayo clínico para su tratamiento.
- La retinosis pigmentaria: colaboraciones con la Universidad de Pensilvania que llevaron a la configuración de la primera terapia génica de esta patología.

Elena Vecino Cordero ha compaginado su labor científica con la docencia, primero en la Universidad de Salamanca desde 1990 a 1995, año en el que pasa impartir clases como titular en la Universidad del País Vasco, en donde en 2004 obtuvo la Cátedra de Biología Molecular e Histología.

### Arte, ciencia y divulgación
La trayectoria de Elena Vecino Cordero se ha caracterizado por una clara voluntad por compaginar su vocaciones científica, artística y pedagógica. Su formación artística comenzó con clases de modelado en la Escuela de Artes y Oficios de Salamanca mientras estudiaba Biología en la Universidad de Salamanca, y se consolidó en el año 2014 cuando se licenció en Bellas Artes en la Universidad del País Vasco, en la especialidad de escultura.    
Guiada por estos intereses, Vecino ha pronunciado decenas de conferencias sobre arte y ciencia como la impartida en Museo Guggenheim de Bilbao titulada Arte, Ciencia y Sinestesia.También ha realizado varias exposiciones nacionales e internacionales de fotografía científica accesible para personas con baja visión y ciegas, entre las que destaca El ojo de la ballena, en museos de ciencias naturales, fotografía y galerías de arte de España, Portugal, Francia y Reino Unido que obtuvieron una gran afluencia de público.
Asimismo, movida por esta voluntad divulgadora y siendo consciente de la ausencia de referentes científicas mujeres, Vecino realizó un material pedagógico para las y los más pequeños sobre su investigación sobre los ojos de las ballenas y la exposición resultante, así como el proceso de adaptación de estas a las personas con diversidad funcional. El material se divide en tres vídeos:
1. Elena y la ballena. Cuenta la historia de la propia Elena Vecino Cordero desde pequeña, sus inquietudes y qué la llevó a investigar sobre los ojos de la ballena. Cómo a partir del hallazgo de una ballena varada –en concreto, un rorcual común– en la playa de Sopelana, junto al laboratorio de la investigadora, surgió la idea de analizar los ojos del cetáceo.
2. ¿Cómo ven las ballenas? Explica en un lenguaje accesible lo que Elena Vecino y su equipo descubrieron sobre el ojo de la ballena.
3. ¿Cómo adaptar la exposición de El ojo de la ballena a personas con diversidad funcional? Se relata todo el proceso de diseño y preparación de la exposición para tal fin.[1]

## Premios y reconocimientos
Su trabajo de investigación ha recibido varios premios de organismos nacionales e internacionales entre los que se encuentran:
- American Glaucoma Foundation (2004)
- Premio de la Fundación de la Lucha contra la ceguera –FUNDALUCE– (2004)
- Primer Premio Internacional de la ONCE (2005)
- Premio Fundación Alcon a la Excelencia de Investigación en glaucoma (2015)
- Fotociencia de la FECYT (2023). Selección de una de las fotografías sobre la neurona gigante de la ballena, que compagina belleza y creatividad con investigación y ciencia."[11]